# 松谷卓
松谷 卓（まつたに すぐる、1979年〈昭和54年〉8月26日 - ）は、静岡県藤枝市（旧・志太郡岡部町）出身のピアニスト、作曲家、編曲家。静岡県立藤枝東高等学校卒業。血液型はAB型。

## 経歴
幼少の頃よりピアノと日本舞踊を習い始める。
藤枝東高校在学中は音楽部（吹奏楽部）に在籍、クラリネットとピアノを演奏。ポピュラー曲の吹奏楽アレンジも担当。2年生の時に、静岡音楽館AOIの主催するオーディション「静岡の名手たち」に合格。翌年、静岡音楽館にてピアノリサイタルを行なった。学内でも、学園祭の時に音楽室でピアノリサイタルを開催。東京藝術大学を受験するが失敗。
高校卒業後の1998年、エピックレコードジャパンから『EPOCH 1 / PLATFORM』、1999年に『EPOCH 2 / CRIMSON』をリリース。当時、余り話題になることはなく、2000年10月テレビ朝日で放送された『スクープ21』の番組テーマ曲として『EPOCH 1 / PLATFORM』から「Inscrutable Battle」が使われたくらいであったが、松谷はCM、舞台、テレビ番組などで使用する音楽の作曲活動を続けた。
松谷の名前を有名にしたのは、2002年4月スタートの朝日放送テレビ制作・建築ドキュメンタリー番組『大改造!!劇的ビフォーアフター』で楽曲が使われたこと。テーマ曲に「スクープ21」で使われた「Inscrutable Battle」、挿入曲に「TAKUMI/匠」（新たに書き下ろし）等が使用され、問合せが殺到した。これを受けて2003年8月、当番組で使用された楽曲を集めた4年振りのアルバム『ビフォー・アフター（Before After）』をリリース。ロング・セールスを記録するヒット作となった。翌2004年9月には第2弾といえる2枚組アルバム『ビフォー・アフター・コンプリート』を発表。2枚組アルバムに関し松谷はピアノ雑誌のインタビューで「まさか2枚組のアルバムを作れる程になるとは自分自身が一番驚いている」とコメントした。
2003年12月リリース『アンフォルメル（informel）』にボーナストラックで収録された「Stargazer」がテレビ朝日のニュース番組『スーパーJチャンネル』の17時台テーマ曲として2003年9月〜2010年3月まで使われた（2005年10月より18時台は『Montage（モンタージュ）』収録「supernova」を使用していた。CM前のアイキャッチ及び2010年3月までの週末版オープニングにて拝聴できた）。
その後、引き続き作曲活動を続ける傍ら、全国各地で行われるコンサート「live image」へ参加。2005年11月20日、テレビ朝日『題名のない音楽会21』に出演。2004年10月公開映画『いま、会いにゆきます』では全ての音楽を担当。11月にサウンドトラック盤も発売された。続いて担当した『県庁の星』サウンドトラックも2006年2月22日に発売。2007年1月から放送したフジテレビ系アニメ『のだめカンタービレ』挿入曲「のだめラプソディ」（第3回に初出。ストーリー上は千秋真一の作品とされている）も作曲。テレビ朝日で放送された『二人の食卓 〜ありがとうのレシピ〜』、『S -THE STORIES-』の音楽も担当した。2008年8月に、東京都産業労働局が制作した観光DVD『TOKYO COLORS』のオリジナル・BGMを担当した。

## 作品

### オリジナルアルバム
| 発売日        | タイトル                                                                                    | 発売元                   | 番号            |
| ------------- | ------------------------------------------------------------------------------------------- | ------------------------ | --------------- |
| 1998年10月1日 | 1st. Album 『EPOCH 1 / PLATFORM』                                                           | Robin Disc, EPIC Records | ESCB 1911       |
| 1999年7月23日 | 2nd. Album 『EPOCH 2 / CRIMSON』                                                            | Robin Disc, EPIC Records | ESCB 1998       |
| 2003年8月6日  | 朝日放送テレビ番組『大改造!!劇的ビフォーアフター』サウンドトラック『Before After』          | EPIC Records             | ESCL 2429       |
| 2003年12月3日 | 3rd. Album 『informel』                                                                     | EPIC Records             | ESCL 2475       |
| 2004年9月23日 | 朝日放送テレビ番組『大改造!!劇的ビフォーアフター』サウンドトラック『Before After Complete』 | EPIC Records             | ESCL 2695, 2696 |
| 2005年4月13日 | 4th. Album 『Pentiment』                                                                    | EPIC Records             | ESCL 2643       |
| 2005年9月7日  | ベストアルバム『松谷卓 BEST ALBUM〜映像音楽集』                                             | EPIC Records             | ESCL 2701       |
| 2007年5月30日 | 5th. Album 『Montage』                                                                      | EPIC Records             | ESCL 2953       |
| 2008年6月18日 | 6th. Album 『WORKS』                                                                        | EPIC Records             | ESCL 3069       |

### サウンドトラック
| 発売日         | タイトル | 発売元             | 番号            |
| -------------- | --- | ------------------ | --------------- |
| 2003年8月6日   | 朝日放送テレビ番組『大改造!!劇的ビフォーアフター』サウンドトラック『Before After』                                              | EPIC Records       | ESCL 2429       |
| 2004年9月23日  | 朝日放送テレビ番組『大改造!!劇的ビフォーアフター』サウンドトラック『Before After Complete（ビフォー・アフター・コンプリート）』 | EPIC Records       | ESCL 2695, 2696 |
| 2004年11月17日 | 映画『いま、会いにゆきます』オリジナル・サウンドトラック                                                                        | EPIC Records       | ESCL 2615       |
| 2005年9月7日   | 映画『タッチ』オリジナル・サウンドトラック                                                                                      | EPIC Records       | ESCL 2699       |
| 2006年2月22日  | 映画『県庁の星』オリジナル・サウンドトラック                                                                                    | EPIC Records       | ESCL 2797       |
| 2007年3月21日  | アニメ『のだめカンタービレ』オリジナル・サウンドトラック                                                                        | EPIC Records       | ESCL 2938       |
| 2007年5月30日  | 映画『そのときは彼によろしく』オリジナル・サウンドトラック                                                                      | EPIC Records       | ESCL 2947       |
| 2008年11月26日 | アニメ『のだめカンタービレ 巴里編』オリジナル・サウンドトラック                                                                 | EPIC Records       | ESCL 3138       |
| 2009年12月9日  | 映画『のだめカンタービレ最終楽章 前編&後編』オリジナル・サウンドトラック                                                        | EPIC Records       | ESCL 3343～3345 |
| 2010年2月3日   | アニメ『のだめカンタービレ フィナーレ』オリジナル・サウンドトラック オールシーズンズ ベスト                                     | EPIC Records       | ESCL 3138       |
| 2010年4月7日   | 映画『のだめカンタービレ』オリジナル・サウンドトラック コンプリート BEST 100                                                    | EPIC Records       | ESCL 3430～3433 |
| 2010年5月26日  | TV番組『S -THE STORIES-』サウンドトラック                                                                                       | EPIC Records       | ESCL 3443       |
| 2011年8月3日   | アニメ『うさぎドロップ』オリジナル・サウンドトラック                                                                            | EPIC Records       | ESCL 3747       |
| 2011年8月24日  | 映画『神様のカルテ』オリジナル・サウンドトラック                                                                                | EPIC Records       | ESCL 3732       |
| 2012年3月14日  | 映画『僕等がいた』オリジナル・サウンドトラック                                                                                  | EPIC Records       | ESCL 3859       |
| 2015年2月25日  | 映画『くちびるに歌を』オリジナル・サウンドトラック                                                                              | EPIC Records       | ESCL 4381       |
| 2016年12月7日  | 映画『ぼくは明日、昨日のきみとデートする』オリジナル・サウンドトラック                                                          | SPACE SHOWER MUSIC | DDCB 12972      |
| 2017年7月26日  | 映画『君の膵臓をたべたい』オリジナル・サウンドトラック                                                                          | WARNER CLASSICS    | WPCS 13686      |
| 2024年2月21日  | フジテレビ系ドラマ『君が心をくれたから』オリジナル・サウンドトラック                                                            | EPIC Records       | ESCL 5919       |

### コンピレーションアルバム
| 発売日         | 収録曲 | アルバム名                                                                       | 発売元                              | 番号              |
| -------------- | --- | -------------------------------------------------------------------------------- | ----------------------------------- | ----------------- |
| 2003年1月29日  | TAKUMI／匠（ABC／テレビ朝日系「大改造!!劇的ビフォーアフター」挿入曲）                                                         | image 3 Trois emotional & relaxing                                               | Sony Music Japan International Inc. | SICC 111          |
| 2003年8月20日  | Toccatina（ABC／テレビ朝日系「大改造!!劇的ビフォーアフター」挿入曲）                                                          | voyage relaxing best                                                             | EPIC Records japan                  | ESCL 2432         |
| 2003年11月19日 | Purify〜Love Our Planet | ZIP-FM PRESENTS LOVE OUR PLANET                                                  | EPIC Records japan                  | ESCL 2467         |
| 2004年1月21日  | Stagazer（テレビ朝日系「スーパーJチャンネル」テーマ曲）                                                                       | image 4 quatre emotional & relaxing                                              | Sony Music Japan International Inc. | SICC 181          |
| 2004年3月31日  | TAKUMI/匠 | ライヴ イマージュ−ベスト                                                         | Sony Music Japan International Inc. | SICC 186          |
| 2004年4月28日  | 瞳をとじて（『世界の中心で、愛をさけぶ』主題歌ピアノバージョン）                                                              | 映画『世界の中心で、愛をさけぶ』オリジナル・サウンドトラック＆イメージ・アルバム | EPIC Records Japan                  | ESCL 2681         |
| 2004年9月1日   | TAKUMI/匠 （LIVE IMAGE Ver.）（朝日放送・テレビ朝日系「大改造!!劇的ビフォーアフター」挿入曲）                                 | emu most touching                                                                | EPIC Records Japan                  | ESCL 2575         |
| 2005年12月7日  | 出会い | 10 Pianists 2 ivory                                                              | Rock Chipper Records                | OWCP2004-5        |
| 2006年2月1日   | いま、会いにゆきます組曲/森（映画『いま、会いにゆきます』より）                                                               | image 5 cinq emotional & relaxing                                                | Sony Music Japan International Inc. | SICC 290          |
| 2006年8月23日  | いま、会いにゆきます／時を越えて（映画『いま、会いにゆきます』より） 県庁の星テーマ／真実を求めて（映画『県庁の星』テーマ曲） | emu2 most touching                                                               | EPIC Records Japan                  | ESCL 2858         |
| 2007年2月7日   | 県庁の星テーマ／真実を求めて（映画『県庁の星』テーマ曲）                                                                      | image 6 six emotional & relaxing                                                 | Sony Music Japan International Inc. | SICC 610          |
| 2008年2月6日   | そのときは彼によろしく Album Ver.（映画『そのときは彼によろしく』より ）                                                      | image 7 sept emotional & relaxing                                                | Sony Music Japan International Inc. | SICC 816          |
| 2008年4月2日   | ラフマニノフ「ヴォカリーズ」                                                                                                  | yorimo presents DORMI                                                            | EPIC Records                        | ESCC 3            |
| 2009年2月18日  | TAKUMI／匠（ABC／テレビ朝日系「大改造!!劇的ビフォーアフター」挿入曲）                                                         | image 3 Trois emotional & relaxing【Blu-spec CD】                                | Sony Music Japan International Inc. | SICC 20028        |
| 2009年2月18日  | Stagazer（テレビ朝日系「スーパーJチャンネル」テーマ曲）                                                                       | image 4 quatre emotional & relaxing【Blu-spec CD】                               | Sony Music Japan International Inc. | SICC 20029        |
| 2009年2月18日  | そのときは彼によろしく Album Ver.（映画『そのときは彼によろしく』より ）                                                      | image 7 sept emotional & relaxing【Blu-spec CD】                                 | Sony Music Japan International Inc. | SICC 20032        |
| 2009年3月18日  | TAKUMI／匠（ABC／テレビ朝日系「大改造!!劇的ビフォーアフター」挿入曲）                                                         | image request emotional & relaxing                                               | Sony Music Japan International Inc. | SICC 1154         |
| 2009年4月29日  | 羊は安らかに草を食み（カンタータ第208番より） 2声のためのインヴェンション第13番                                               | yorimo presents DORMI BACH                                                       | EPIC Records                        | ESCC 5            |
| 2009年6月24日  | 幸せのレシピ（テレビ朝日「二人の食卓 ありがとうのレシピ」テーマ曲）                                                           | image 8 huit emotional & relaxing                                                | Sony Music Japan International Inc. | SICC 1147         |
| 2010年1月27日  | TAKUMI／匠（ABC／テレビ朝日系「大改造!!劇的ビフォーアフター」挿入曲）                                                         | image orgel emotional & relaxing                                                 | Sony Music Japan International Inc. | SICC 1324         |
| 2011年1月26日  | S アコースティックヴァージョン（テレビ朝日『S THE STORIES』テーマ曲 アコースティックヴァージョン）                            | image 11 onze emotional & relaxing To the next decade                            | Sony Music Japan International Inc. | SICC 20124        |
| 2012年1月25日  | Music for Karte Album Version（映画『神様のカルテ』オリジナル・サウンドトラックより）                                         | image 12 douze emotional & relaxing                                              | Sony Music Japan International Inc. | SICC 20139        |
| 2014年11月5日  | 奇跡の瞬間（映画『想いのこし』より）                                                                                          | image cinema emotional & relaxing                                                | Sony Music Japan International Inc. | SICC 30179        |
| 2015年2月11日  | TAKUMI／匠（ABC／テレビ朝日系「大改造!!劇的ビフォーアフター」挿入曲）                                                         | image 15 quinze emotional & relaxing                                             | Sony Music Japan International Inc. | SICC 30200～30201 |